# Dynstinksvamp
Dynstinksvamp (Phallus hadriani) är en svampart som beskrevs av Vent. 1798. Dynstinksvamp ingår i släktet Phallus och familjen stinksvampar.  Arten är reproducerande i Sverige. Inga underarter finns listade i Catalogue of Life.

## Källor

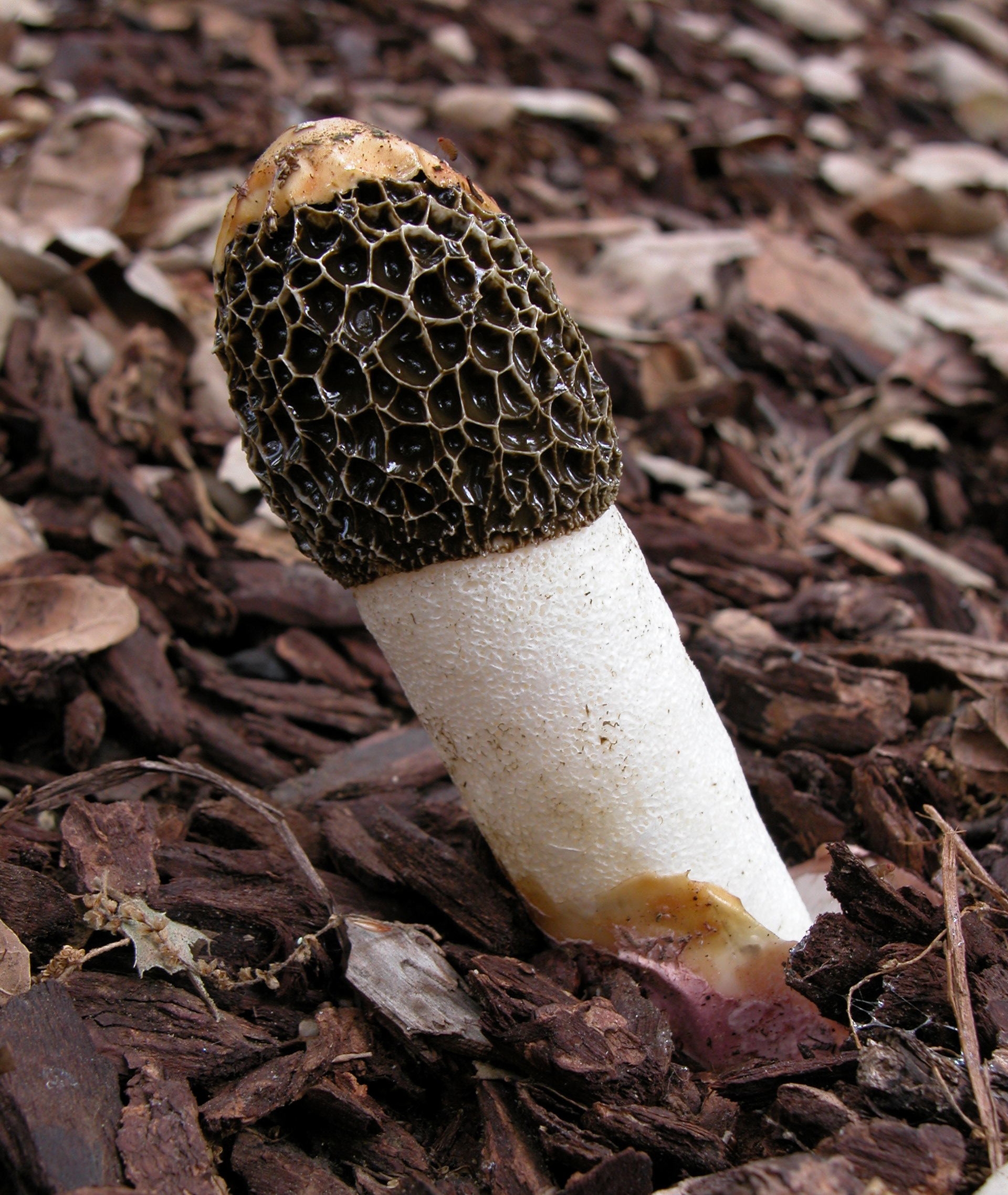
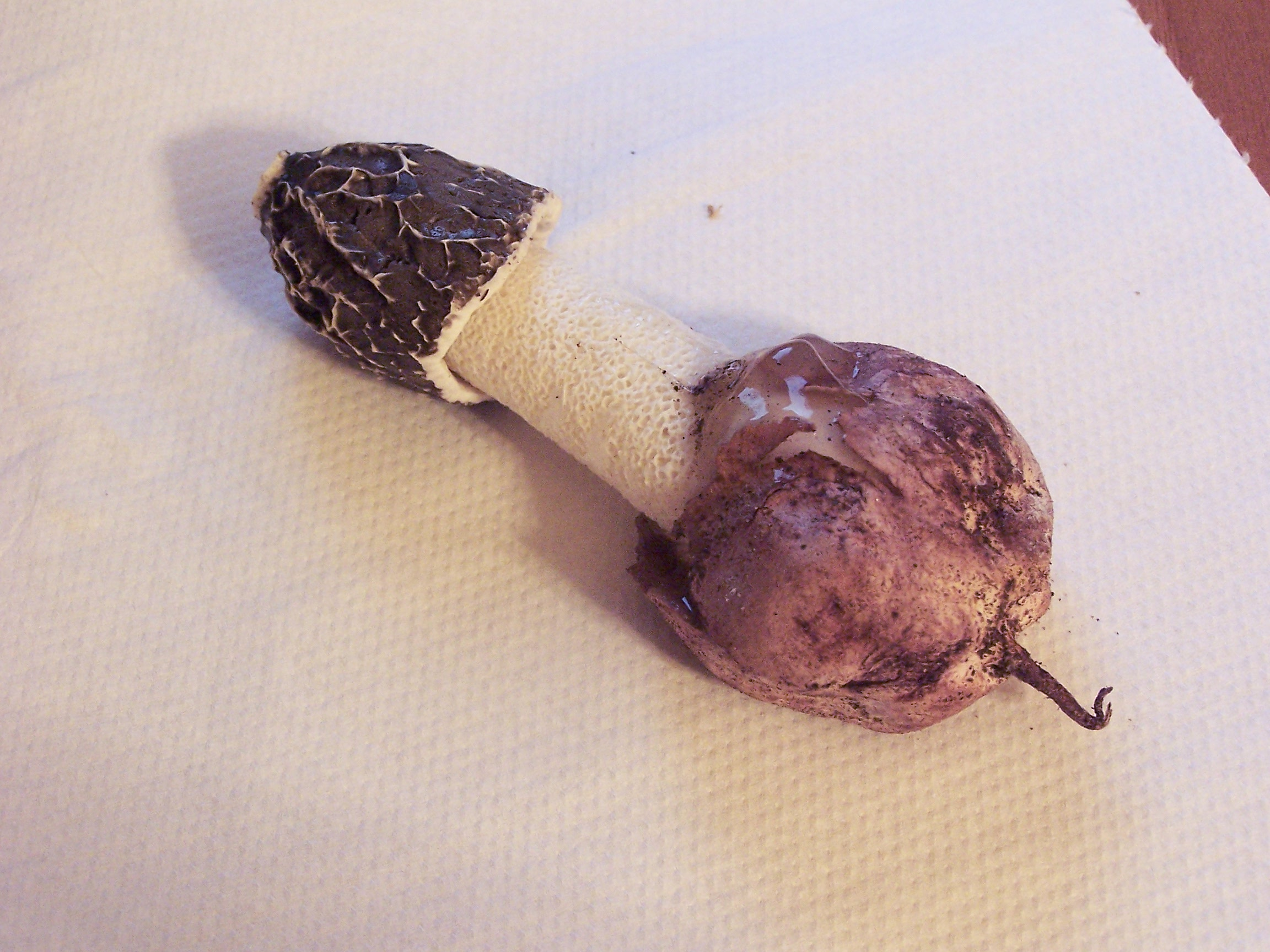
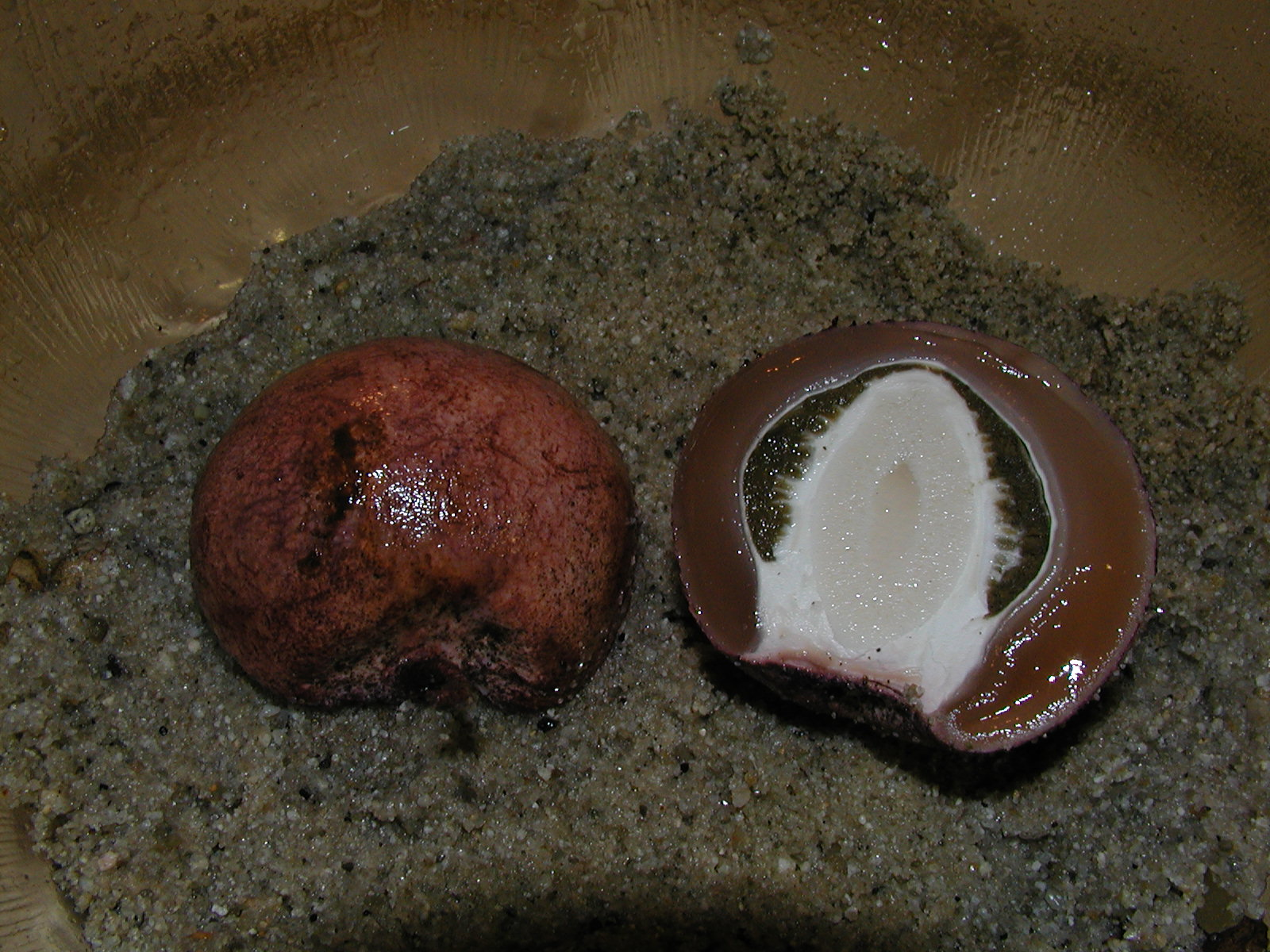